# Elezioni comunali in Abruzzo del 1996
Le elezioni comunali in Abruzzo del 1996 si sono svolte il 9 giugno e il 17 novembre.

## Elezioni del giugno 1996

### Provincia di Chieti

#### Guilmi
| Candidati | Candidati             | Lista                           | Voti | %     | Seggi |
| --------- | --------------------- | ------------------------------- | ---- | ----- | ----- |
|           | Angelo Marino Berardi | Lista civica di centro-destra   | 245  | 54,32 | 8     |
|           | Michele Giardino      | Lista civica di centro-sinistra | 206  | 45,68 | 4     |
| Totale    | Totale                |                                 | 451  | 100   | 12    |

### Provincia dell'Aquila

#### Ateleta
| Candidati | Candidati        | Lista                           | Voti | %     | Seggi |
| --------- | ---------------- | ------------------------------- | ---- | ----- | ----- |
|           | Franco Lucente   | Lista civica di centro-destra   | 508  | 57,86 | 8     |
|           | Giuseppe Sciullo | Lista civica di centro-sinistra | 370  | 42,14 | 4     |
| Totale    | Totale           |                                 | 878  | 100   | 12    |

#### Pescasseroli
| Candidati | Candidati               | Lista                           | Voti  | %     | Seggi |
| --------- | ----------------------- | ------------------------------- | ----- | ----- | ----- |
|           | Laudo La Cesa           | Lista civica di centro-sinistra | 409   | 26,23 | 8     |
|           | Italo Gallinelli        | Lista civica di centro          | 394   | 25,27 | 1     |
|           | Stefano Santangelo      | Lista civica di sinistra        | 266   | 17,06 | 1     |
|           | Palmino Nicola Costrini | Lista civica di centro-sinistra | 264   | 16,93 | 1     |
|           | Francesco Visci         | Lista civica di centro-destra   | 226   | 14,50 | 1     |
| Totale    | Totale                  |                                 | 1.559 | 100   | 12    |

### Provincia di Pescara

#### Carpineto della Nora
| Candidati | Candidati              | Lista                           | Voti | %     | Seggi |
| --------- | ---------------------- | ------------------------------- | ---- | ----- | ----- |
|           | Antonio D'Angelo       | Lista civica di centro-destra   | 305  | 53,42 | 8     |
|           | Enzo Giuseppe Morretti | Lista civica di centro-sinistra | 266  | 46,58 | 4     |
| Totale    | Totale                 |                                 | 571  | 100   | 12    |

## Elezioni del novembre 1996

### Provincia dell'Aquila

#### Alfedena
| Candidati | Candidati        | Lista        | Voti | %   | Seggi |
| --------- | ---------------- | ------------ | ---- | --- | ----- |
|           | Vittorio Amorosi | Lista civica | 330  | 100 | 9     |
| Totale    | Totale           |              | 330  | 100 | 9     |

#### Capistrello
| Candidati | Candidati               | Lista                           | Voti  | %     | Seggi |
| --------- | ----------------------- | ------------------------------- | ----- | ----- | ----- |
|           | Paolo De Meis           | Lista civica di centro-sinistra | 1.886 | 50,64 | 11    |
|           | Marcello Moreno Bisegna | Lista civica di centro-destra   | 1.027 | 27,58 | 3     |
|           | Alberto Bianchi         | Lista civica di centro          | 811   | 21,78 | 2     |
| Totale    | Totale                  |                                 | 3.724 | 100   | 16    |

#### Sant'Eusanio Forconese
| Candidati | Candidati               | Lista                           | Voti | %     | Seggi |
| --------- | ----------------------- | ------------------------------- | ---- | ----- | ----- |
|           | Mahmoud "Mimmo" Srour   | Lista civica di centro-sinistra | 205  | 63,66 | 8     |
|           | Paolo Isaia Di Giovanni | Lista civica di centro-destra   | 117  | 36,34 | 4     |
| Totale    | Totale                  |                                 | 322  | 100   | 12    |

#### Tagliacozzo
| Candidati | Candidati         | Lista                              | Voti  | %     | Seggi |
| --------- | ----------------- | ---------------------------------- | ----- | ----- | ----- |
|           | Vincenzo Casale   | Lista civica di centro-sinistra    | 2.149 | 46,22 | 11    |
|           | Emanuele Nicolini | Lista civica di centro-destra      | 2.076 | 44,65 | 5     |
|           | Nello Maiolini    | Unione di Centro                   | 349   | 7,51  | -     |
|           | Alfredo Gucci     | Movimento Sociale Fiamma Tricolore | 76    | 1,63  | -     |
| Totale    | Totale            |                                    | 4.650 | 100   | 16    |

### Provincia di Pescara

#### Elice
| Candidati | Candidati            | Lista                           | Voti  | %     | Seggi |
| --------- | -------------------- | ------------------------------- | ----- | ----- | ----- |
|           | Maria Concetta Vanni | Lista civica di sinistra        | 630   | 50,64 | 8     |
|           | Giuseppe Tafuri      | Lista civica di centro-sinistra | 614   | 49,36 | 4     |
| Totale    | Totale               |                                 | 1.244 | 100   | 12    |

### Provincia di Teramo

#### Basciano
| Candidati | Candidati           | Lista                           | Voti  | %     | Seggi |
| --------- | ------------------- | ------------------------------- | ----- | ----- | ----- |
|           | Paolo Paolini       | Lista civica di centro-sinistra | 1.090 | 69,96 | 8     |
|           | Vincenzo De Felicis | Lista civica                    | 468   | 30,04 | 4     |
| Totale    | Totale              |                                 | 1.558 | 100   | 12    |